# 鄭凱云
鄭凱云（1976年10月17日—），臺灣新聞主播、主持人，曾任TVBS新聞台主播；現任TVBS《健康2.0》主持人。

## 學歷
- 政治大學新聞學系（雙主修：中國文學系）畢業
- 明道高級中學
- 曉明女子高級中學

## 經歷
- TVBS政治組資深記者
- TVBS新聞主播
- TVBS節目製作人、主持人
- 讚聲大國民
- 我的超級麻吉
- 健康2.0 主持人、製作人

## 曾主播過或主持過的節目
| 時間                       | 頻道       | 節目                                                         | 備註                         |
| 時間待查—至今              | TVBS-NEWS  | 《整點新聞》                                                 |                              |
| 2005年6月6日—2005年7月2日  | TVBS新聞台 | 《早上7點整點新聞》                                          |                              |
| 2005年7月4月—2006年        | TVBS新聞台 | 《Good Morning 魔力新聞》                                    |                              |
| 2007年1月15日起至2011年6月 | TVBS       | 《健康兩點靈》                                               |                              |
| 2009年7月起至2011年6月     | TVBS新聞台 | 《新聞最前線》                                               |                              |
| 時間待查                   | TVBS-NEWS  | 《新聞最前線》                                               |                              |
| 2012年7月—2015年6月12日    | TVBS新聞台 | 《早安台灣》                                                 |                              |
| 2015年7月-時間待查         | TVBS       | 《讚聲大國民》                                               | 製作主持，18:00              |
| 2015年11月-時間待查        | TVBS       | 《我的超級麻吉》                                             | 製作主持，18:00              |
| 2016年6月起                | TVBS       | 《健康2.0》                                                  | 重返製作主持，周六日晚間九點 |
|                            |            | 媒體訓練課程講師                                             |                              |
|                            |            | 全民健康大使「衛生署全國衛生教育宣導巡迴-代言人」            |                              |
|                            |            | 世界和平大會/反毒.反愛滋活動代言人                           |                              |
|                            |            | 第19屆.20屆.21屆.22屆.23屆.24屆.....醫療奉獻獎頒獎典禮主持人 |                              |
|                            |            | 總統府元旦升旗記者會                                         |                              |
|                            |            | 疾管局世界肺結核日防治活動主持人                             |                              |
|                            |            | 台灣癌症基金會抗癌鬥士頒獎典禮主持人                         |                              |
|                            |            | 世界展望會飢餓30活動                                         |                              |

## 廣告代言
- 統一企業 統一綺麗健康油

## 外部連結
- TVBS 頂尖事務所 - 鄭凱云 （页面存档备份，存于）
- 鄭凱云的Facebook專頁
- 鄭凱云的Instagram帳戶
- 健康主播鄭凱云 （页面存档备份，存于）在TikTok的介紹
- YouTube上的健康主播鄭凱云頻道